# أرتيميسا جنتلسكي
أرتيميسا جنتلسكي (أرتيميزيا، أرتميسا/جينتلسكي، جينتيليسكي، جينتيلسكي) (بالإيطالية: Artemisia Lomi Gentileschi) (8 يوليو 1593 - 1656) هي رسامة إيطالية تنتمي إلى المرحلة المبكرة في عصر الباروك، تُعتبر اليوم أكثر فناني الجيل المتأثر بكارافاجيو اكتمالاً. كانت أول امرأة تنضم إلى أكاديمية فن الرسم في فلورنسا، كما أنها واحدة من أوائل الرسامات اللائي رسمن موضوعاتٍ ذات توجهاتٍ دينية أو تاريخية.
تخصصت في رسم صور النساء القويات وأصحاب المعاناة من الأساطير والقصص الرمزية والضحايا والمقتولين والمحاربين من الكتاب المقدس. ومن أشهر مواضيعها 'سوزانا والآباء' (خصوصا نسخة عام 1610 في بوميرسفيلدن) و'جوديث تذبح هولوفيرنز' (نسختها بين عامي 1614-1620 موجودة في معرض أوفيزي) و'جوديث وخادمتها' (نسختها لعام 1625 في معهد ديترويت للفنون).
واشتهرت بقدرتها على التصوير المقنع لجسد المرأة، من العري التام إلى اللباس الكامل. واشتهرت أيضا بمهارتها وموهبتها في التعامل مع الألوان بالتركيب العام وفي بناء العمق.
ولأنها كانت امرأة ترسم في القرن السابع عشر ولأن أغوستينو تاسي اغتصبها في صباها وشاركت في محاكمته، فقد غطى ذلك على إنجازاتها كفنانة، واعتبرت شيئا مثيرا للفضول لسنوات. وتعتبر اليوم واحدة من أكثر الرسامات تقدمية وتعبيرا في عصرها، ويتم الاحتفاء بها في معرض الأعمال القديمة في المعرض الوطني بلندن عام 2020.

## سيرتها الذاتية

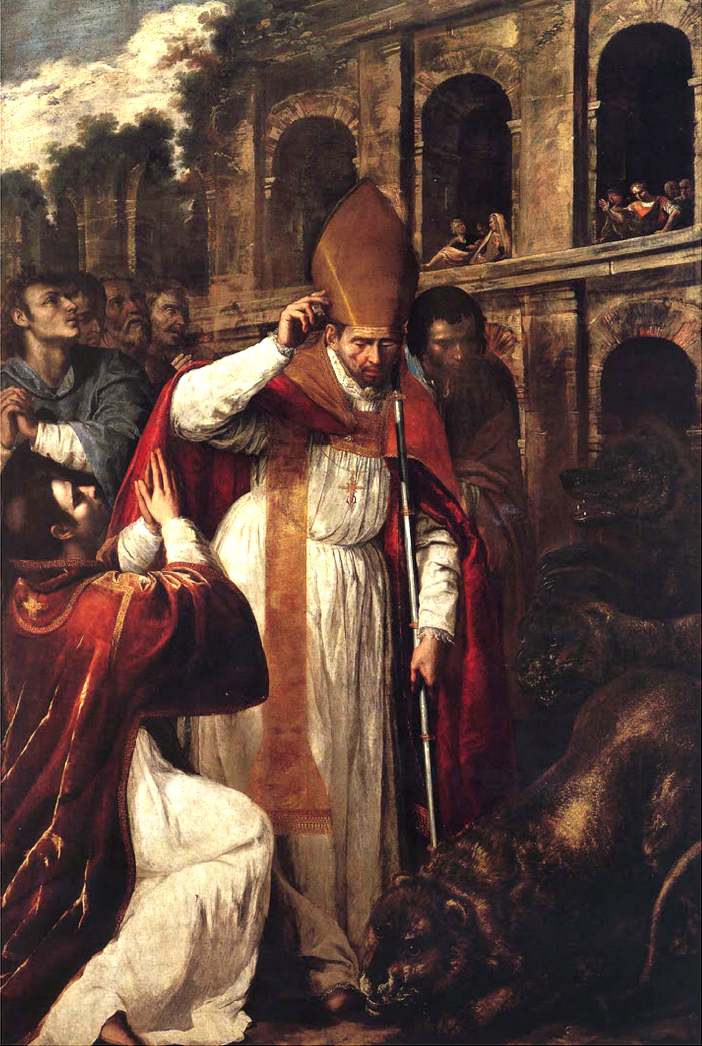
أرتيميسا_جنتلسكي، سان جينارو في مدرج بوتسوولي، بين 1636 و1637، كاتدرائية بوتسوولي

### مطلع حياتها
ولدت أرتيميزيا جينتيليسكي باسم أرتيميزيا جينتيليسكي لومي في روما يوم 8 يوليو 1593، رغم أن شهادة ميلادها في الأرشيف الحكومي يشير إلى أنها ولدت في عام 1590، وهي أكبر أطفال الرسام التوسكاني أوراتسيو جنتيلسكي وبرودينيزيا دي أوتافيانو مونتوني. تعرفت أرتيميزيا على الرسم في مرسم والدها، وأظهرت موهبة أعلى من إخوتها الذين عملوا معها؛ وتعلمت الرسم وكيفية مزج الألوان وكيف ترسم بها. «وبحلول عام 1612 حين لم تبلغ عندها التاسعة عشر، كان يتفاخر والدها بمواهبها غير العادية، وكان يقول بأنها لا نظير لها في مهنة الرسم التي مارستها لثلاث سنوات».
ولأن أسلوب والدها استلهم من كارافاجيو خلال تلك الفترة، كان أسلوبها بدورها متأثرا بشدة. كان منهجها للمواضيع الفنية مختلفا عن منهج والدها، ولوحاتها طبيعية الطراز أضفت المثالية على لوحات أورازيو. وبذات الوقت، كان عليها أن تقاوم الموقف التقليدي والخضوع النفسي لغسيل الدماغ هذا والغيرة من موهبتها الواضحة؛ ونالت بالقيام بذلك احتراما كبيرا لعملها واعترافا به. ولعل أول عمل باقٍ كان سوزانا والآباء (1610 مجموعة شونبورن في بوميرسفيلدين). اشتبه البعض في ذلك الوقت، متأثرين بالمفاهيم الخاطئة الرائجة، بأن والدها قد ساعدها. يظهر الرسم كيف حاكت أرتيميزيا واقعية كارافاجو دون إغفال للغة أنيبيل كاراتشي ومدرسة بولونيا. إنها واحدة من اللوحات التي يدور موضوها عز سوزانا تعرض فيه التحرش الجنسي الذي يقوم به الأبوين باعتباره حدثا مأساويا.

### اغتصاب أغوستينو تاسي لها
كان والدها يعمل عام 1611 مع أغوستينو تاسي في تزيين قناطر كازينو ديل ميوز داخل قصر بالافينشي روسبييجليوسي في روما، وقد وضعه أورازيو أستاذا خاصا لابنته ليعلمها الرسم. وخلال هذه الدروس اغتصب أغوستينو أرتيميزيا، كما كان كوزيمو كورلي متورطا.
وبعد اغتصابها استمرت معه بعلاقات جنسية، متأملة بأنهما كانا سيتزوجان وبأمل استعادة كرامتها ومستقبلها. نكث تاسي بوعده بالزواج بها، وبعد تسع شهور من الاغتصاب وعندما علم والدها بأن تاسي لن يتزوجها، رفع اتهامات ضده. وادعى أورازيو بأن تاسي قد سرق لوحة لجوديث من ملكية جينتيليسكي. وكانت القضية الرئيسية في هذه المحاكمة واقعة افقاد تاسي لأرتيميزيا عذريتها. وإن لم تكن عذراء قبل أن يغتصبها تاسي، فلن يستطيع والدها رفع التهم. وخلال سبعة الشهور اللاحقة في المحاكمة تبين أن تاسي قد خطط لقتل زوجته وأنه أقام علاقة غير مشروعة مع أختها وخطط لسرقة بعض لوحات أورازيو. وفي نهاية المحاكمة نفي تاسي من روما لكن الحكم لم ينفذ أبدا. عذبت أرتيميزيا بسحق أصابعها بلولب الإبهام أثناء المحاكمة بغاية التحقق من شهادتها.
أحاط بأرتيميزيا الذكور بشكل رئيسي منذ خسارة والدتها في عمر الثانية عشرة. وعندما بلغت عمر السابعة عشر، أجّر والدها الطابق العلوي من منزلهم لمستأجرة وهي توزيا. وقد صادقتها أرتيميزيا، وقد سمحت توزيا لأغوستينو تاسي وكوزيمو كوريليس بمرافقة أرتيميزيا في بيتها في عدة مناسبات. ويوم حدث الاغتصاب، صرخت طالبة المساعدة من توزيا، وتجاهلتها ببساطة وتظاهرت بأنها لاتعرف ماحدث. شعرت أرتيميزيا بأن توزيا خانتها، وعملها في تسهيل الاغتصاب يمكن تشبيهه بدور قوادة النساء التي تتورط في الاستغلال الجنسي للعاهرة.
وتنسب لوحة 'الأم والطفل' إلى هذه السنوات المبكرة. وقد تم تفسير الطفل بأنه إشارة غير مباشرة إلى أغوستينو تاسي مغتصبها، إذ تعود اللوحة إلى عام 1612 بعد سنتين من اغتصابها. وظهرت اللوحة في مجموعة سويدية خاصة في ستينيات القرن العشرين. تصور امرأة قوية وامرأة تعاني وتسلط الضوء على غضبها وقدرتها التعبيرية الفنية.

## روابط خارجية
- أرتيميسا جنتلسكي على موقع الموسوعة البريطانية (الإنجليزية)
- أرتيميسا جنتلسكي على موقع ميوزك برينز (الإنجليزية)
- أرتيميسا جنتلسكي على موقع إن إن دي بي (الإنجليزية)
- أرتيميسا جنتلسكي على موقع ديسكوغز (الإنجليزية)